# Пермский высоколётный голубь
Пермский высоколётный (голубь) — порода высоколётных голубей, выведенная голубеводами г. Перми в начале XX века. Сегодня они разводятся голубеводами многих городов России. По продолжительности и высоте полёта, хорошей памяти можно с уверенностью сказать, что они являются одной из лучших высоколётных пород нашей страны и могут успешно конкурировать с любой зарубежной породой такого класса.

## История
В начале XX века из г. Сарапула и г. Ижевска пермские голубеводы Шамсутдинов, Анисимов, Кошелев привезли бесчубых, голоногих голубей внешне близких к пермским, но отличавшихся хорошими лётными качествами. В дальнейшем, скрещивая привезенных голубей с пермскими, отбирали птиц по высоте и продолжительности полёта. Они летают небольшими кругами над своей голубятней на большой высоте. Полёт занимает продолжительное время, часто голуби скрываются из виду, но возвращаются на свою голубятню.
Пермские высоколётные голуби имеют различный цвет и рисунок оперения. В ходе селекции отбирались голуби с правильным очертанием контура того или иного рисунка «гривуны» (с цветным пятном на шее сзади), цветногрудые (местное «слизастые»), а также одноцветные (без рисунка), но разных цветов чёрные (вороные), красные, жёлтые и белые.
Со временем была создана генетически устойчивая линия породы пермских высоколётных голубей. Голуби этой породы обладают сильным корпусом, крепкой мускулатурой, гладким оперением, высокими лётными качествами, хорошей памятью и ориентацией на местности. Отличительной чертой этой породы являются отличные высота и продолжительность полёта, а также хорошая память.
Основоположником разведения «гривунов» в 1930-е годы был М. Е. Субботин, по профессии повар. Голуби, приобретённые у него, так и назывались «поварские». Они славились высокими лётными качествами и своей чистокровностью.
Ведущие голубеводы г. Перми — Кунгурцев Н. В., Герасев В. С., Ермаков Ю. К., Катаев А. А., Климашевский Н. А., Сергеев В. П., Скосырев Н. В., Чиков Э. Д., Югов В. А. и Язвиков В. И. — подготовили много материалов о пермских голубях. Они описали историю их создания, стандарты, правила проведения соревнования на длительность полёта и систему оценки на выставках.

## Описание

### Породные признаки (стандарт)
- Общий вид — голубь средней величины (общая длина 32-34 см), пропорционального строения. Корпус крепкий, обтекаемой формы, с хорошо развитой мускулатурой. Посадка низкая на коротких неоперенных ногах. Стойка имеет наклон в сторону хвоста. Оперение гладкое, плотное без перьевых украшений. Перья в хвосте и крыльях довольно жёсткие, в хвосте — широкие. Весь облик голубя говорит о его высоких лётных качествах.

- Голова — средней величины, умеренно широкая (наибольшая ширина по линии глаз), слегка вытянутая у самок и закруглённая у самцов. Профиль головы складывается из трёх частей: лоб, темя, затылок, которые сочетаются между собой одной плавной линией.

- Лоб — широкий, хорошо выраженный, слегка выпуклый у самцов и менее у самок, спускающийся к клюву с небольшим перегибом.

- Темя — имеет слабо выраженную плоскость с уклоном в сторону затылка у самок и более овальное у самцов.

- Затылок — короткий, дугообразный, переходящий в шею.

- Клюв — средней величины (16-18 мм) светлый, плотно сомкнутый. Надклювье слегка нависает на подклювье. Кончик надклювья может быть чёрного цвета (у голубей с оперением чёрного цвета) и слегка синего цвета (у голубей с другим цветом оперения). Подклювье сочетается с горлом в виде небольшой дуги и плавной линией сопрягается с шеей.

- Восковицы — небольшие, продолговатые, белого цвета, плотно прилегающие к клюву, у голубей в возрасте от 3-х лет и старше — слегка увеличенные.

- Глаза — небольшие, выразительные, слегка выпуклые, темные, почти черные. У одноцветных (кроме белых) радужная оболочка соломенного или чуть красноватого цвета.

- Веки — узкие, белого или розового (телесного) цвета. У голубей старшего возраста чуть увеличенные.

- Шея — средней полноты и длины, прямая, у головы тоньше, к плечам, расширяется и плавно переходит в грудь и спину.

- Грудь — с сильно развитой мускулатурой, приподнята вверх, слегка выдвинута вперёд. Киль прямой, слегка удлинённый.

- Спина — прямая, в плечах довольно широкая, к хвосту сужается, опускается под небольшим углом и прямо переходит в хвост.

- Крылья — длинные, с неширокими, плотно сомкнутыми маховыми перьями лежат на хвосте, концами немного не достают его конца, но не соприкасаются между собой.

- Хвост — неширокий, имеет форму прямоугольника, плотно собран из 12 широких упругих перьев, со спиной составляет прямую линию.

- Ноги — короткие (3-4 см), среднемощного строения, плюсна и пальцы неоперенные, малинового цвета, когти светлые.

- Рисунок и цвет — у пермских голубей может быть различный. Рисунок должен быть симметричным и иметь чёткое очертание контура. Цветное оперение рисунка бывает чёрное, красное, жёлтое, голубое (сизое). Имеются голуби одноцветные белые, жёлтые, красные, чёрные. Окраска цветного оперения должна быть яркая.

### Мелкие допустимые недостатки
Высоковатые, слегка оперённые ноги, горизонтальная стойка, узковатая грудь, небольшая сивина верхней части клюва, коротковатый и толстоватый клюв, тёмно коричневые глаза, широковатое веко, небольшие неровности линии цветного оперения.

### Крупные недопустимые недостатки
Грубое, глыбовидное строение тела, высокие и сильно оперённые ноги, короткие, узкие, неплотно сомкнутые крылья, широкий, сводчатый и не плотно сомкнутый хвост, слабая, впалая грудь, светлые глаза, хохлатость, чёрный клюв, неправильный рисунок или отсутствие «гривы» (для «гривунов»), цветные перья на теле, в крыльях и хвосте, не симметричность рисунка и его заходы на грудь и плечи, длинноватый хвост, тёмные когти.

## Цвета
Название пермских голубей происходит от их рисунка или цвета у одноцветных.
- «Гривуны» — белый голубь с цветным пятном на тыльной части шеи. Цветной рисунок начинается на 1-2 см ниже затылка, проходит по шее, не заходя вперед за её середину, расширяется к плечам до основания шеи, не заходя на плечи щитков, и в виде конуса покрывает верхнюю часть спины, оканчивается в виде угла, полуовала или ласточкина хвоста.

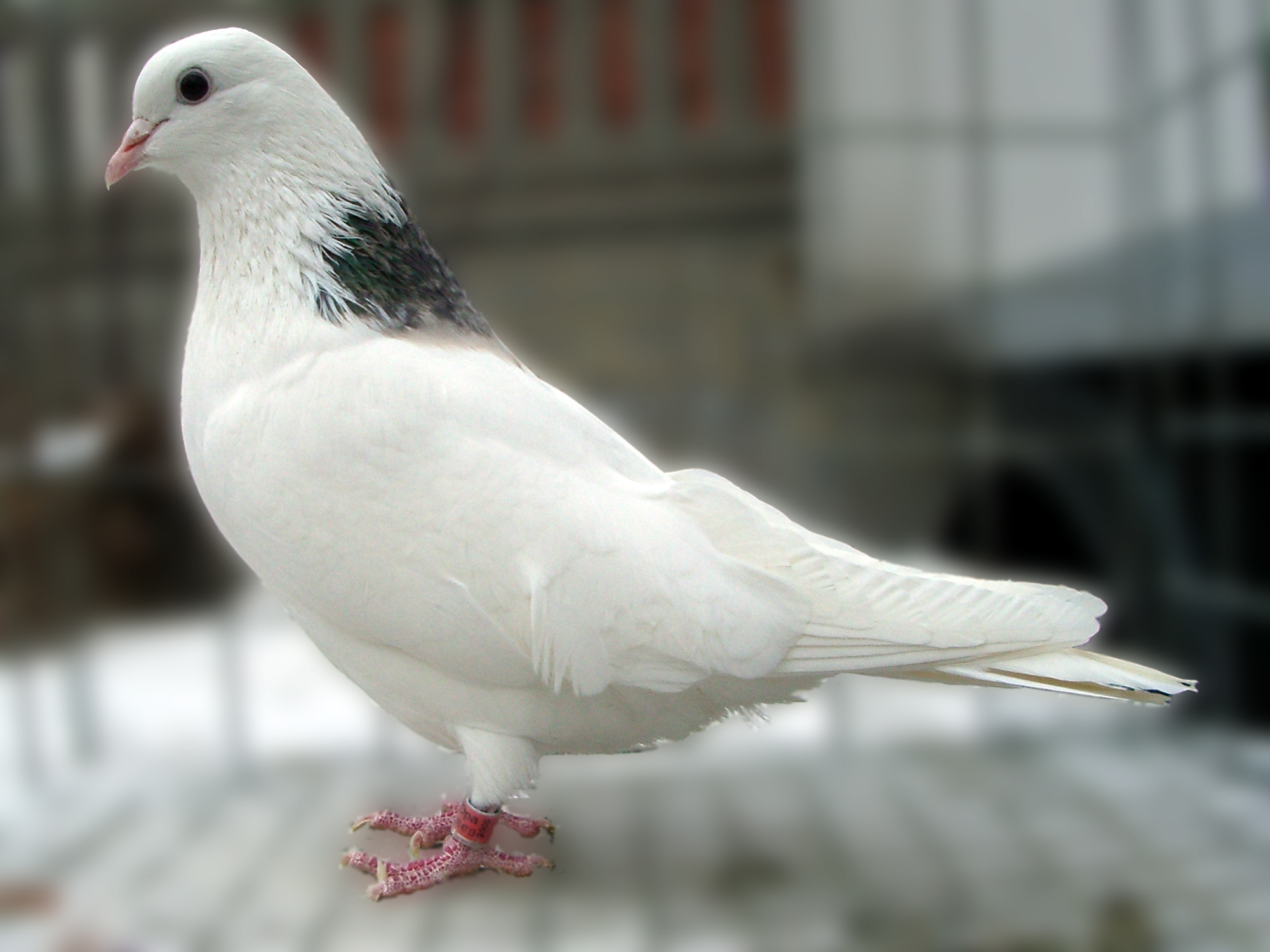
Пермский высоколётный голубь — пепельный гривун

- «Цветногрудые» (Слизастые) — оперение голубя белое, на тыльной части шеи цветной рисунок начинается примерно на 1-2 см ниже затылка, охватывает шею на горле, образует белую манишку до 3 см, одновременно опускается на грудь и спину, покрывая шею, грудь до брюшка, плечи и верхнюю часть спины, рисунок на спине оканчивается полуовалом.

- «Белоголовые — Белохвостые» (Чубарые) — оперение головы голубя белое, на тыльной части шеи цветной рисунок начинается примерно на 1-2 см ниже затылка, охватывает шею, на горле образует белую манишку до 3 см, опускается на грудь и спину, покрывая верхнюю часть спины, шею, грудь до брюшка, кроющие перья крыла (щитки) и вторичные маховые; первичные маховые перья одинаково по 8-10 шт в каждом крыле, хвост, надхвостье, подхвостье и брюшко белые.

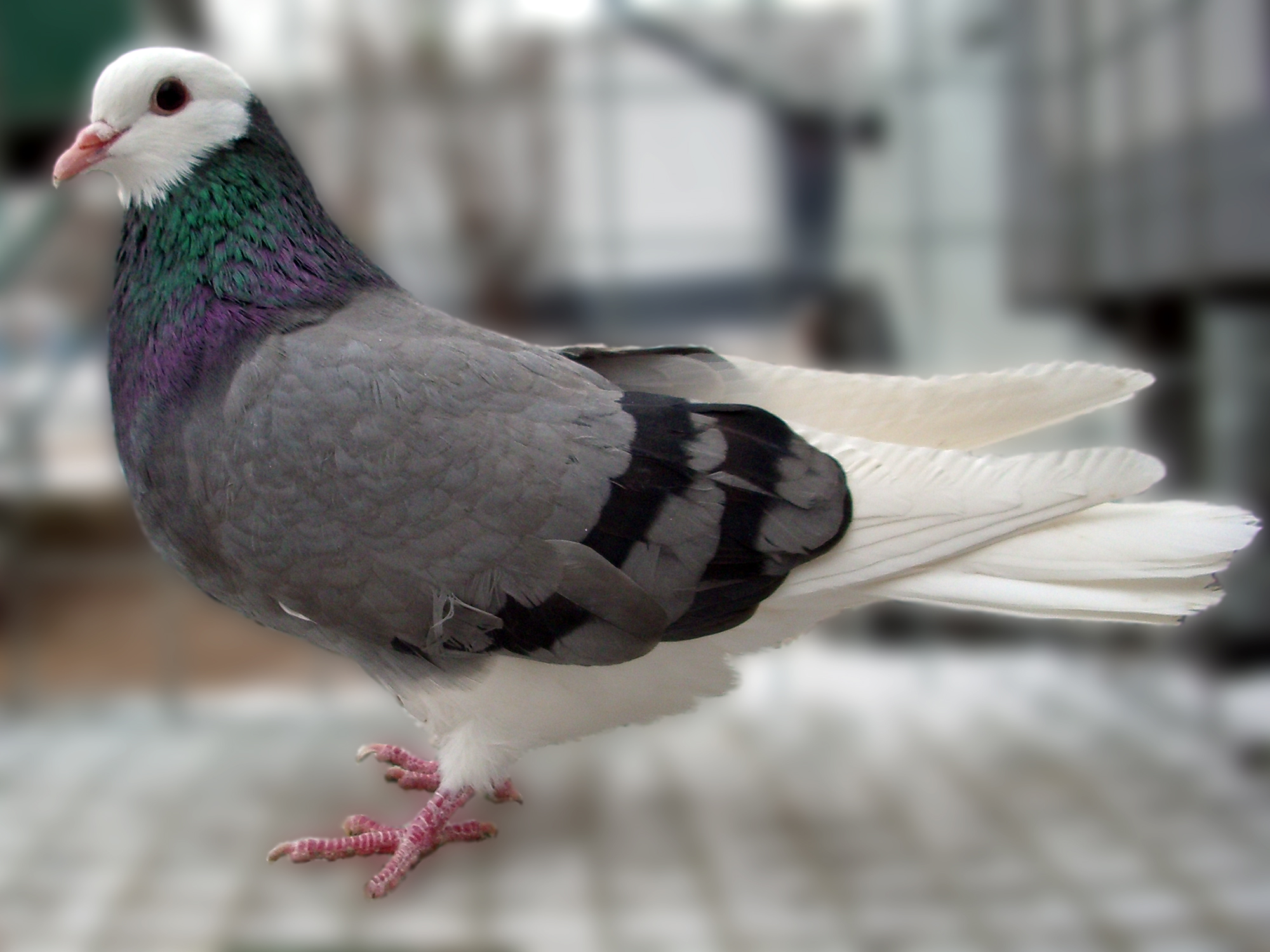
Пермский высоколётный голубь — чубарый сизый белоголовый

- «Одноцветные» (Сплошные) — всё оперение этих голубей одного цвета (белого, жёлтого, красного, чёрного) без оттенков и наличия перьев другого цвета. Цвет оперения яркий с блеском и переливом на шее.

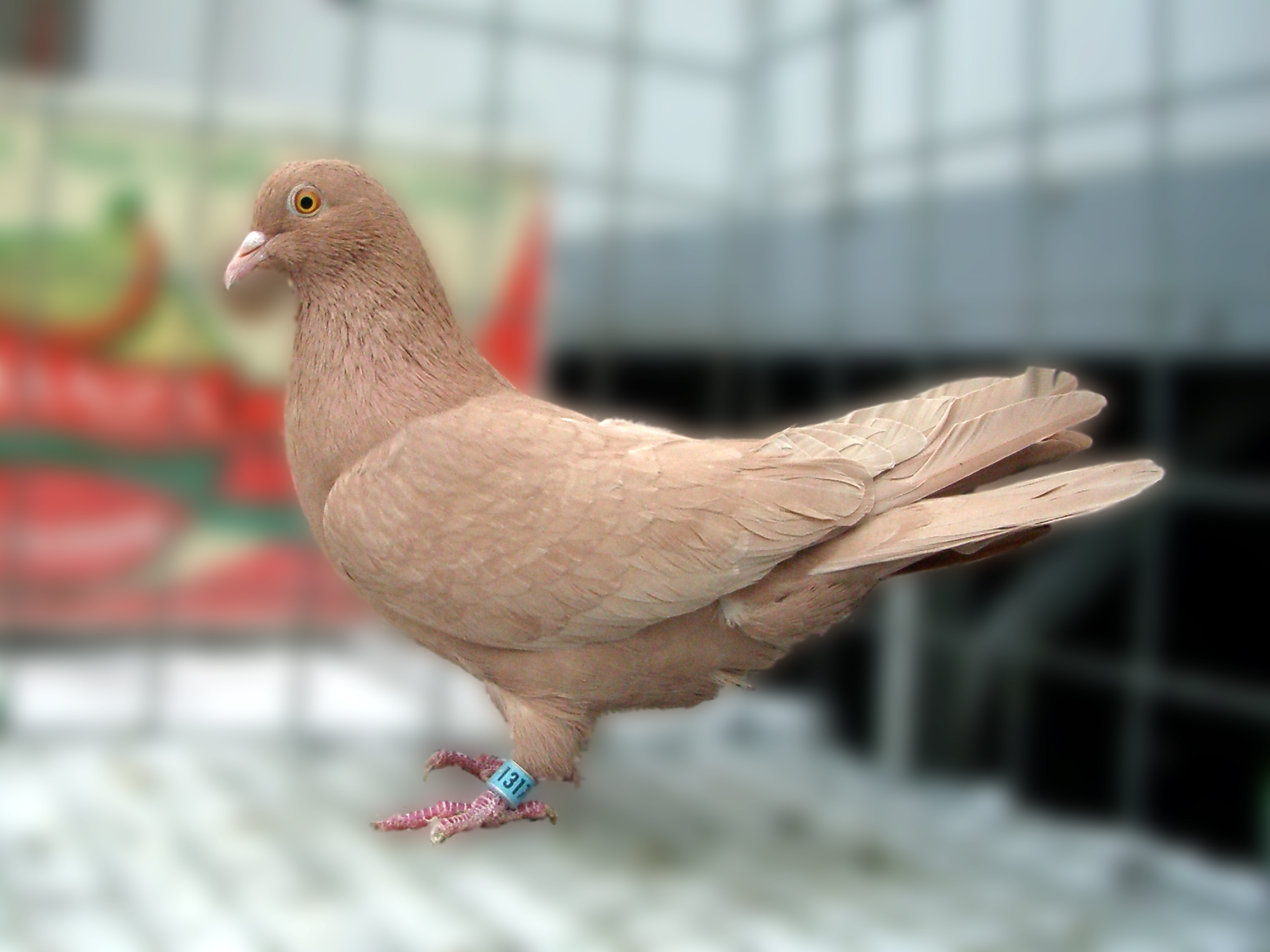
Пермский высоколётный голубь — сплошной жёлтый